# Meiopriapulus fijiensis
Genre
Espèce
Meiopriapulus fijiensis, unique représentant du genre Meiopriapulus, est une espèce de priapuliens de la famille des Tubiluchidae.

## Distribution
Cette espèce meiobenthique se rencontre aux îles Fidji et en Corée du Sud à Jeju dans l'océan Pacifique et en Inde aux îles Andaman dans l'océan Indien,,.

## Étymologie
Son nom d'espèce, composé de fiji et du suffixe latin -ensis, « qui vit dans, qui habite », lui a été donné en référence au lieu de sa découverte, les Fidji.

## Publication originale
- Morse, 1981 : Meiopriapulus fijiensis  n. gen., n. sp.: An interstitial priapulid from coarse sand in Fiji. Transactions of the American Microscopical Society, vol. 100, no 3, p. 239-252.